# Sibyllan
Sibyllan är en roman av nobelpristagaren Pär Lagerkvist från 1956. Den inleder Lagerkvists religiösa epos i fyra delar (Sibyllan, Ahasverus död, Pilgrim på havet och Det heliga landet). Det centrala temat i Sibyllan är avvägningen mellan jordisk kärlek och kärleken till en gud. Sibyllan är berättelsen om en enkel bondflicka som blir upptagen till sierska i det närbelägna templet i Delphi. Där skall hon i egenskap av sierska, pythia, uttala spådomar (jfr orakel). Hennes tillvaro är ångestpräglad och förvirrad, då hon snarare blir behandlad som slav än som en betydande person. Hon blir också förälskad, vilket är förbjudet. Hon offrar sig på flera plan, både personligt och andligt, och floden fungerar som bakgrund och symbolik till hennes livsöde.